# Plouzané

Plouzané este o comună în departamentul Finistère, Franța. În 1 ianuarie 2022 avea o populație de 13.437 de locuitori.